# Антощук Тимофій Анатолійович
Тимофій Анатолійович Антощук (23 червня 1990, с. Шумбар, Тернопільська область  Проживав з сім'єю в м. Тернопіль
Загинув  під час виконання бойового завдання в м.Бахмут — 27 листопада 2022,   — український військовослужбовець, сержант Збройних сил України,Учасник АТО, учасник російсько-української війни. Почесний громадянин міста Тернополя (2022, посмертно)

## Життєпис
Тимофій Антощук народився 23 червня 1990 року в селі Шумбар, нині Шумської громади Кременецького району Тернопільської области України.
```
Після закінчення школи, вступив до Почаївського Професійного училища по професії Оператор комп'ютерного набору конторський службовець.
Після закінчення училища підписав контракт на військову службу ВМС України на "Корвет Луцьк"
```

В Криму вступив до Академії військово морських сил імені П.Нахімова, після анексії Криму перевівся в Київський інститут водного транспорту імені гетьмана Петра Конашевича - Сагайдачного де отримав (спеціальність  судно механіка).
Проживав з дружиною та сином в Тернополі. У 2015—2016 роках — учасник АТО, боронив Донецький напрямок. Згодом був демобілізований, вирушив на заробітки за кордон.
З початком повномасштабного російського вторгнення, повернувся. 8 березня 2022 року призваний на службу в Збройні сили України у Військову частини 4030 .Був заступником командира групи загону спецпризначення. Боровся з російськими окупантами на Харківсько обл.[[Ізюм|,Донецька обл, Бахмут , Соледар Донецька обл,Бахмут Донецька обл,
Загинув  27 листопада,від отриманих поранень не сумісних з життям під час виконання бойового завдання,поблизу м Бахмут з захисту державного суверенітету та цілісності України,був вірним військові присязі,виявивши стійкість і мужність,щодо захисту незалежності України  Похований 7 грудня 2022 року на 
"Пантеоні Героїв" Микулинецького кладовища м. Тернопіль.
```
Почесний громадянин міста Тернополя (посмертно)
```

Залишилася дружина та син.

## Нагороди
- почесний громадянин міста Тернополя (19 грудня 2022, посмертно) — за вагомий особистий внесок у становленні української державності та особисту мужність і героїзм у виявленні у захисті державного суверенітету та територіальної цілісності України[1].
- Орден «За мужність» III ступеня (10 квітня 2024 , посмертно) — за особисту мужність, виявлену у захисті державного суверенітету та територіальної цілісності України, самовіддане виконання військового обов'язку